# Haloterapia
Haloterapia (stgr. ἅλς, ἁλός háls, halós „sól”) – forma leczenia uzdrowiskowego, w której wykorzystywana jest sól w różnych postaciach. Wiele form haloterapii jest znanych i stosowanych od tysiącleci.

## Formy haloterapii
W zależności od postaci, w jakiej stosowana jest sól, wyróżnia się kilka form haloterapii :
- inhalacje solankowe,
- inhalacje suchym aerozolem solnym,
- kąpiele solankowe,
- płukania,
- kurację pitną (krenoterapię).

### Inhalacje solankowe
W tej formie haloterapii wykorzystuje się solankę, czyli roztwór wody z solą o stężeniu powyżej 1,5%, lub wodę słoną, czyli roztwór wody z solą o stężeniu poniżej 1,5%.
Pierwsze ośrodki inhalacji solankowych są dziełem przypadku. W 1806 roku za radą Stanisława Staszica wybudowano tężnie w Ciechocinku , mające służyć do warzenia soli konsumpcyjnej. W krótkim czasie zorientowano się, że powietrze wokół tężni nasycone jest aerozolem solankowym, powstającym podczas opadania solanki z dużej wysokości. Od tamtej pory tężnie stały się popularnymi obiektami sanatoryjnymi.

### Inhalacje suchym aerozolem solnym
W inhalacjach suchym aerozolem solnym czynnikiem leczniczym jest suchy aerozol wytworzony w procesie zmielenia soli kamiennej . Kolebką haloterapii w tej postaci jest XIX-wieczna Wieliczka. Suchy aerozol solny był tam produktem ubocznym prac górniczych związanych z wydobyciem soli kamiennej. Lekarz salinarny dr Feliks Boczkowski jako pierwszy zauważył dobroczynny wpływ środowiska Wieliczki na pracujących tam górników, co opublikował w książce pt. O Wieliczce pod względem historyi naturalnej, dziejów i kąpieli  wydanej w 1843 roku.
Obecnie do wytworzenia suchego aerozolu solnego stosuje się generatory aerozolu solnego (halogeneratory).

### Kąpiele solankowe
W kąpielach solankowych stosowane są solanki lub wody słone. Kąpiele w wodach mineralnych mają niezwykle długą tradycję. Już pierwotni ludzie na wzór zwierząt zanurzali chore części ciała w wodach leczniczych . Kąpiele solankowe stosowane były m.in. w kopalni soli Wieliczka, o czym pisze dr Feliks Boczkowski w swojej książce.
Wyróżnia się kąpiele słabe o stężeniu wody kąpielowej do 1,5% i silne o stężeniu wody kąpielowej powyżej 1,5% . Ze względu na obszar ciała objęty kąpielą stosowane są kąpiele całkowite oraz częściowe (np. nóg, rąk, nasiadówki) .

### Płukania
Zabiegi płukania polegają na płukaniu określonych części ciała solanką lub wodą słoną. Wyróżnia się m.in. płukania jamy ustnej, irygacje (płukania jam ciała), płukanie gardła, płukanie zatok, płukanie jelit .

### Kuracja pitna
W tej formie haloterapii stosuje się wody słone o stężeniu 0,3–1,5% . Kuracja polega na piciu przez określony czas wody leczniczej w określonej ilości, temperaturze i czasie w stosunku do posiłków.
Celem kuracji pitnej jest wywołanie działania miejscowego w przewodzie pokarmowym lub moczowym oraz dostarczenie do organizmu wody wraz ze składnikami mineralnymi .